# Rusko (powiat świdnicki)

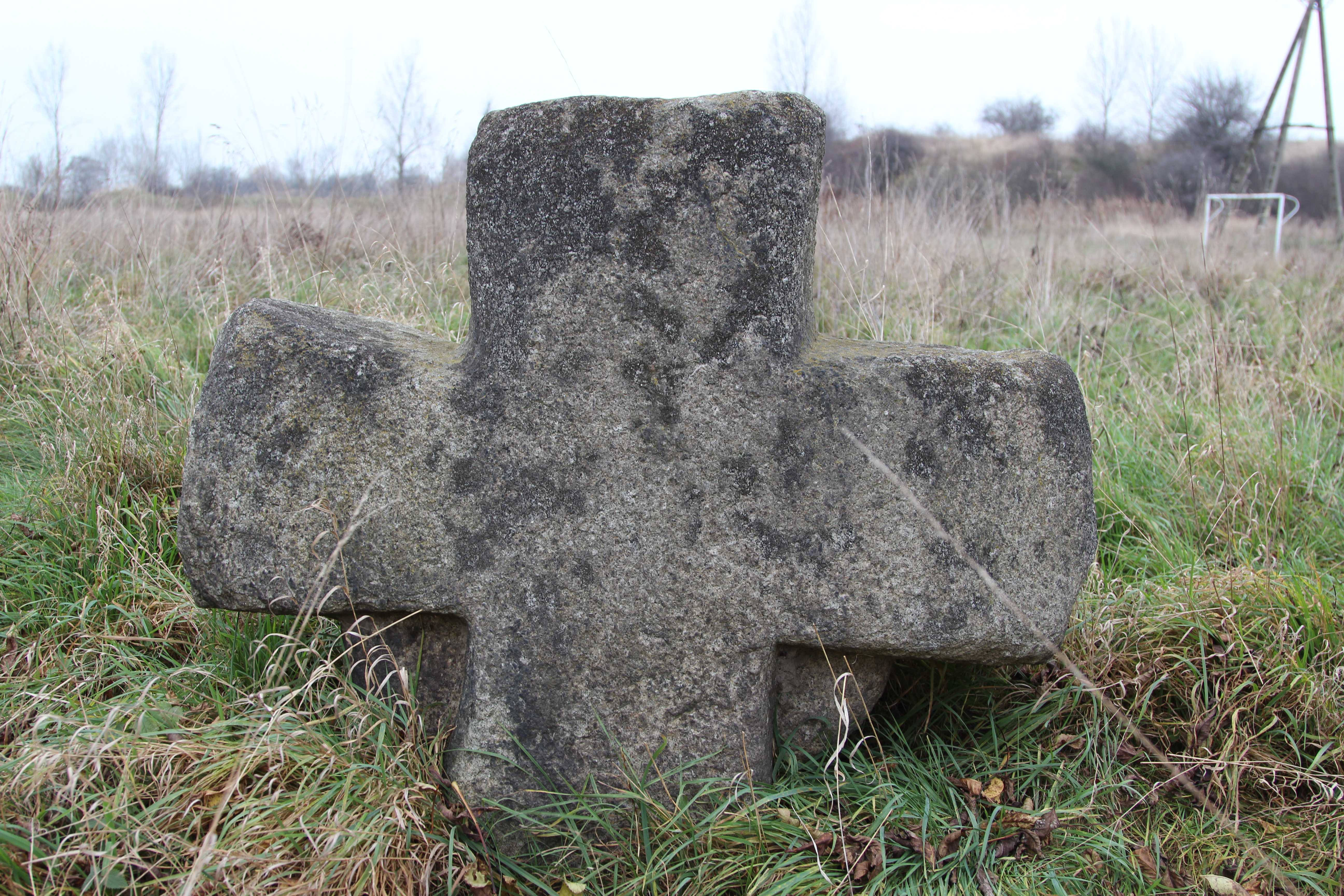
krzyż pokutny na wschodzie wsi

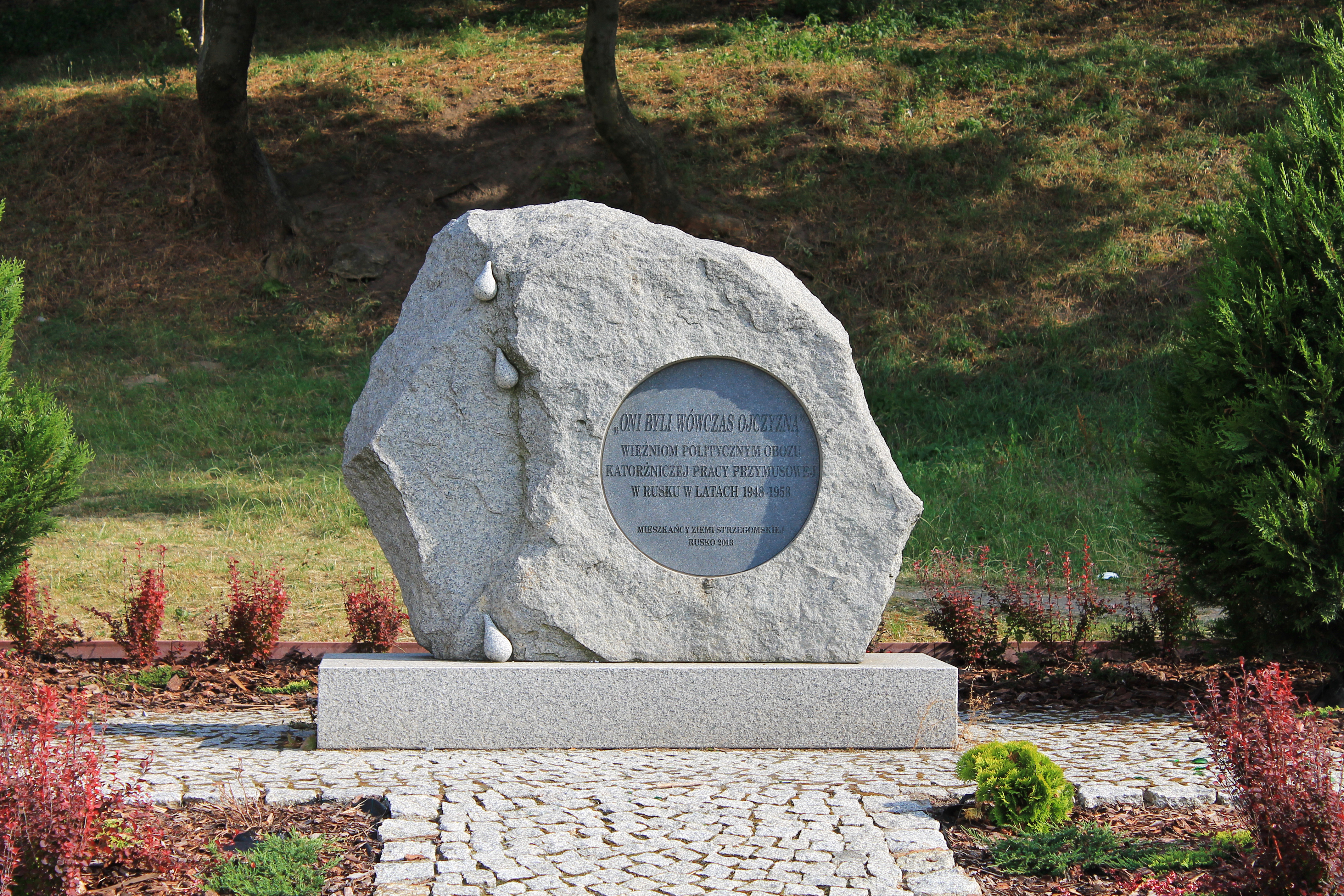
Pomnik upamiętniający więźniów politycznych

Rusko (niem. Rauske) – wieś w Polsce położona w województwie dolnośląskim, w powiecie świdnickim, w gminie Strzegom.

## Podział administracyjny
W latach 1975–1998 miejscowość należała administracyjnie do województwa wałbrzyskiego.

## Nazwa
W 1193 roku nazywana Ruschi, potem zwana też Rawske. Miejscowość została wymieniona w zlatynizowanej formie Ruzke w łacińskim dokumencie wydanym w 1201 roku. Kolejna wzmianka o miejscowości znajduje się w łacińskim dokumencie z 1250 roku wydanym przez papieża Innocentego IV w Lyonie gdzie wieś zanotowana została w zlatynizowanej, staropolskiej formie „Ruske”. W kronice łacińskiej Liber fundationis episcopatus Vratislaviensis (pol. Księga uposażeń biskupstwa wrocławskiego) spisanej za czasów biskupa Henryka z Wierzbna w latach 1295–1305 miejscowość wymieniona jest w zlatynizowanej formie Rusk.

## Historia
W odkrywkowej kopalni kaolinitu odkryto cztery zespoły mikrolityczne, których wytwórcą był Homo erectus. Narzędzia te były odłupkami z retuszami zębatymi. Datowane są na ok. 500 tys. lat temu, są więc, tak jak podobne narzędzia z Trzebnicy, najstarszymi odkrytymi w Polsce. Istniał tu najstarszy na Dolnym Śląsku wiatrak z 1580 r. Istniejący kościół wzmiankowano w 1239 roku. Zrekatolicyzowany po wojnie trzydziestoletniej w 1653 roku. Od 1756 roku istniała we wsi ewangelicka szkoła powszechna z dwoma nauczycielami. W 1895 roku wieś miała 53 domy mieszkalne i liczyła 587 mieszkańców. W 1933 roku wieś miała 71 domów mieszkalnych i liczyła 701 mieszkańców, w tym 511 ewangelików oraz 189 katolików. W latach 50. i 60. XX wieku we wsi zlokalizowany był obóz pracy przymusowej, w którym przetrzymywani byli więźniowie (m.in. polityczni) wykorzystywani do pracy przy wydobyciu gliny niezbędnej do produkcji materiałów ogniotrwałych w pobliskich zakładach ceramicznych w Jaroszowie; glinę lepszej jakości, białą, dostarczano stąd do Fabryki Porcelany "Krzysztof" w Wałbrzychu. W latach 60. XX wieku na terenie wsi odnaleziono ślady osadnictwa ludzkiego sprzed ok. 440-370 tys. lat.

## Zabytki
Do wojewódzkiego rejestru zabytków wpisany jest:
- kościół filialny pw. św. Apostołów Piotra i Pawła, według tradycji wybudowany ok. 1190 r., wzmiankowany po raz pierwszy w 1239 r.